# Silent City Driver
Silent City Driver (Чимээгүй хотын жолооч) è un film del 2024 diretto da Sengedorj Janchivdorj.
Lo scrittore e regista mongolo di cinema e teatro Sengedorj Janchivdorj torna ad esplorare la gioventù urbana di Ulan Bator, dopo il successo con The Sales Girl (2022), abbandonando la commedia nera per abbracciare atmosfere cupe e riflessioni esistenziali attraverso l'incontro di personaggi disparati e tormentati.

## Trama
Myagmar, un uomo di 32 anni, esce di prigione dopo aver scontato 14 anni per omicidio colposo. Afflitto da gravi problemi di salute e segnato da abusi subiti durante la detenzione, trova conforto solo nei cani randagi che accudisce. Trova lavoro come autista di carro funebre e incontra due persone con le quali si lega indissolubilmente: un giovane monaco buddhista e Saruul, la figlia di un falegname cieco che realizza le bare nella sua stessa impresa di pompe funebri. 
Saruul, vittima di un ricatto, sembra essere inghiottita da un vortice dal quale non sa come riemergere e Myagmar, che si è innamorato di lei, può solo cercare di consolarla. Quando la ragazza, vistasi persa, si suicida, Myagmar decide di vendicarsi a modo suo con il suo aguzzino. Al funerale di questa, dopo aver avuto una sorta di approvazione per il suo operato dal giovane monaco suo amico, si infila nella bara della defunta e si fa sotterrare vivo con essa.

## Distribuzione
Il film è stato presentato in anteprima italiana al Far East Film Festival di Udine nell'aprile 2025 dove è stato premiato con il MYmovies Purple Mulberry Award.